# Операция в районе Джаджи
Операция в районе Джаджи произошла 17 апреля 1987 года в провинции Пактия, во время первого этапа вывода советских войск из Афганистана во время Афганской войны. Оставшиеся советские войска поддерживали операции Демократической Республики Афганистан в провинции Пактия против моджахедов, надеясь освободить осажденный гарнизон в Али Шере, и перерезать линии снабжения моджахедов Пакистана.
Хотя сражение и было относительно неважным с военной точки зрения, оно регулярно фиксировалось Саудовским журналистом Джамалем Хашогги, и его репортажи оставляли впечатление, что Бен Ладен был победоносным военным лидером. , который привлек к своему делу множество сторонников.

## Прелюдия
В декабре 1979 года Советский Союз вторгся в Афганистан, чтобы поддержать борющийся коммунистический режим, что спровоцировало советско-афганскую войну. Это вмешательство вызвало широкое возмущение в мусульманском мире. Усама бен Ладен, выходец из богатой саудовской группы Бенладена, отправился в Пакистан в начале 1980 года, чтобы поддержать афганское сопротивление советским солдатам, считая это джихадом. Однако он въехал в Афганистан лишь много лет спустя. В октябре 1984 года Абдулла Юсуф Аззам, палестинский салафист, также возмущенный советским вторжением, основал Мактаб аль-Хадамат. Группа стремилась координировать логистику и поддержку афганского сопротивления со стороны Пакистана. Первоначально бен Ладен согласился финансировать группировку, понимая, что деньги пойдут на непосредственную поддержку моджахедов на передовой. Вместе Аззам и группа бен Ладена начали издавать журнал «Джихад», ежемесячное издание на арабском языке, посвященное усилиям арабов по оказанию помощи сопротивлению. Журнал оказался мощным инструментом вербовки, привлекая мусульман всего мира к участию в афганской войне и фактически превращая её в глобальный джихад.
В 1986 году Мактаб аль-Хадамат перенес большую часть своих операций в Садду и начал программу обучения боевиков для ведения джихада на территории Афганистана. Однако программа провалилась: афганцы выгнали с поля боя плохо подготовленные бригады. Это разочаровало бен Ладена, что заставило его выйти из группировки и начать собственную программу обучения в Афганистане, а не в соседнем Пакистане.Бен Ладен выбрал горный район Джаджи в качестве места для своих операций, который он назвал «Масада», что означает «Львиное логово». Он стратегически расположил базу рядом с советскими позициями, намереваясь противостоять врагу в лоб и надеясь, что Советы атакуют её. Опираясь на свой строительный опыт и огромные имеющиеся ресурсы, бен Ладен построил ряд укреплений в окрестностях Джаджи. Некоторые арабы, поддерживающие афганское сопротивление в Пакистане, пытались отговорить бен Ладена сосредоточиться исключительно на обучении неафганских боевиков, опасаясь, что это оттолкнет афганцев.
К маю 1987 года бен Ладен развил свою базу до такой степени, что она, наконец, привлекла советское внимание, и 12 мая 1987 года они начали атаку на неё. Советское наступление с целью освободить советский форт в этом районе, и это наступление включало нападения на многие другие группы моджахедов в этом районе.

## Битва
Армия моджахедов оценивается, по самой низкой оценке, в 50 человек, или по самой высокой — в «тысячи», набирая солдат из близлежащего региона., включая силы партий сопротивления. Среди лидеров были Джалалуддин Хаккани и Мохаммед Анвар, чьи опытные войска были оснащены ракетами Stinger и Blowpipe, которые угрожали советским зданиям. Энаам Арнаут также участвовал, назвавшись в арабской прессе «Абу Махмудом из Сирии», и его сфотографировали рядом с бен Ладеном, и он сказал, что Советы применили напалм, уничтожив деревья, которые моджахеды надеялись использовать. в качестве укреплений. Эссам аль-Риди, американец, участвовавший в сражении, позже утверждал, что было убито до 50 моджахедов и только 2 советских солдат, что его разочаровало.. Во время боя Абу Убайда аль-Баншири и Мохаммед Атеф возглавили рейды, окружившие советский штаб, устроив им засаду за пределами лагеря. Аль-Баншири получил ранение в ногу во время экскурсии.
Среди других участников битвы были Абдулла Аззам и его сын Хутаифа, Абу Халил, который отвечал за поддержание постоянного обстрела из минометов], и Ваэля Джулайдана. И Абу Захеб, и Халед эль-Керде были убиты в бою.
Эта битва впоследствии стала знаменитой благодаря участию бен Ладена, чья армия из 50 арабов сражалась на стороне афганских повстанцев. Однако бен Ладен и его боевики в конце концов отступили, понеся потери.
В ходе недельного боя погибли по меньшей мере 50 арабских добровольцев и около 70 афганцев, а бен Ладен получил травму ноги. Ахмед Хадр часто хвалил храбрость бойцов в Джаджи перед своими детьми, но отказывался подтвердить, действительно ли он участвовал в боевых действиях. .В конечном итоге моджахеды весьма успешно защитили свою сложную систему туннелей и пещер под названием «Аль-Масада» недалеко от деревни Джаджи, недалеко от границы с Пакистаном. .

## Последствия
Хотя это сражение и было относительно неважным с военной точки зрения, оно ежедневно освещалось Джамалем Хашогги, саудовским журналистом, и его репортажами в Al Majalla и Arab News. Истинное значение битвы заключалось в создании мифических повествований, изображающих «божественные чудеса» и замечательную победу, зафиксированную в этих арабских источниках. Эти нарративы сыграли решающую роль в привлечении новых иностранных добровольцев для участия в афганской войне. Абдулла Анас, один из соучредителей «Мактаб аль-Хадамат», наряду с Аззамом и бен Ладеном, подсчитал, что в период с 1987 по 1989 год появилось от трех до четырёх тысяч добровольцев, чтобы присоединиться к афганскому джихаду. Приток иностранных боевиков превысил возможности тренировочного лагеря бен Ладена в Джаджи, чтобы принять их всех, что привело к созданию сети аналогичных тренировочных лагерей в окрестностях Хоста. Кроме того, битва принесла и личную выгоду бен Ладену. Это подняло его статус от простого финансиста до военного героя войны, сражающегося на передовой в Афганистане. Эта вновь обретенная репутация способствовала его расширению полномочий и возможному созданию его организации «Аль-Каида» в Пешаваре в 1988 году.